# Ida Ertingerová
Ida Ertingerová (29. listopadu 1903 Kapella – ???) byla česká a československá politička Komunistické strany Československa a poúnorová poslankyně Národního shromáždění ČSR.

## Biografie
Narodila se v obci Kapella v pozdější Jugoslávii. Pak se s rodiči vrátila do českých zemí.
Vystudovala učitelský ústav. Vyučovala na různých školách. Po druhé světové válce zasedala v Krajském výboru KSČ ve Zlíně. V roce 1946 byla pověřena organizováním závodní školy práce.
Ve volbách roku 1948 byla zvolena do Národního shromáždění za KSČ ve volebním kraji Zlín. V parlamentu zasedala do konce funkčního období, tedy do voleb v roce 1954.